# تومي بريدغز
تومي بريدغز (بالإنجليزية: Tommy Bridges)‏ هو لاعب كرة قاعدة أمريكي، ولد في 28 ديسمبر 1906 في غوردونسفيل في الولايات المتحدة، وتوفي في 19 أبريل 1968 في ناشفيل في الولايات المتحدة.

## وصلات خارجية
- تومي بريدغز على موقعبيزبول رفرنس.كوم (الدوري الرئيسي) (الإنجليزية)
- تومي بريدغز على موقعبيزبول رفرنس.كوم (الدوري الثانوي) (الإنجليزية)
- تومي بريدغز على موقع مشجعي الرسوم البيانية (الإنجليزية)